# Інший світ (серіал)
«Інший світ» — американський телевізійний серіал ситкому та спін-офф «Шоу Косбі». Він транслювався протягом шести сезонів на NBC з 24 вересня 1987 року по 9 липня 1993 року. Серіал спочатку був зосереджений на Деніз Хакстейбл (Ліза Бонет) і житті студентів Hillman College, вигаданого історично темношкірого коледжу у Вірджинії. Його надихнуло студентське життя в історично темношкірих коледжах і університетах.
Після відходу Бонета в першому сезоні решта серіалу в основному зосереджена на південній красуні Вітлі Гілберт-Вейн (Жасмін Гай) і математику Дуейну Клеофусу Вейну (Кадім Хардісон).

## Концепція
Хоча це був спін-офф від «Шоу Косбі», «Інший світ» зазвичай розглядав проблеми, яких сценаристи «Шоу Косбі» уникали (расові та класові відносини, сексуальне насильство чи поправка про рівні права). Один епізод, який вийшов у ефір у 1990 році, був одним із перших американських телесеріалів, присвячених епідеміології ВІЛ/СНІДу.
Початкова передумова полягала в тому, щоб зосередитися на білій студентці історично темношкірого університету та представити Лену Хорн як викладача акторської майстерності, але під час виробництва передумова змінилася з історії про білого студента чорношкірого коледжу на темношкіру студентку (Деніз Хакстейбл) у темношкірому коледжі з білим другом. Зрештою було вирішено, що Деніз, яка була студенткою коледжу, буде виділена та матиме білого сусіда по кімнаті, щоб показати динаміку білої дівчини в оточенні переважно темношкірих.
Спочатку на цю роль була обрана Мег Раян, але вона вирішила продовжити кар'єру в кіно, тому була обрана Маріса Томей. У першому сезоні студентський колектив Гіллмана складався з рівної кількості чорношкірих і білих студентів, але це змінилося на початку другого сезону, і переважно чорношкірий студентський контингент зберігався до кінця серіалу.

## Актори та персонажі
| Актор              | характер                     | Пори року            | Пори року      | Пори року       | Пори року      | Пори року      | Пори року      |
| Актор              | характер                     | 1                    | 2              | 3               | 4              | 5              | 6              |
| ------------------ | ---------------------------- | -------------------- | -------------- | --------------- | -------------- | -------------- | -------------- |
| Ліза Бонет         | Деніз Хакстейбл              | Основний персонаж    | Не з'являється | Запрошена зірка | Не з'являється | Не з'являється | Не з'являється |
| Маріса Томей       | Меггі Лаутен                 | Main                 | Не з'являється | Не з'являється  | Не з'являється | Не з'являється | Не з'являється |
| Доун Льюїс         | Джаліса Вінсон-Тейлор        | Main                 | Main           | Main            | Main           | Main           | Не з'являється |
| Жасмін Гай         | Вітлі Гілберт-Вейн           | Main                 | Main           | Main            | Main           | Main           | Main           |
| Кадім Хардісон     | Дуейн Клеофіс Уейн           | Main                 | Main           | Main            | Main           | Main           | Main           |
| Мері Еліс          | Летиція «Летті» Бостік       | Main                 | Main           | Не з'являється  | Не з'являється | Не з'являється | Не з'являється |
| Лоретта Дівайн     | Стіві Раллен                 | Main                 | Не з'являється | Не з'являється  | Не з'являється | Не з'являється | Не з'являється |
| Дерріл М. Белл     | Рональд «Рон» Марлон Джонсон | Періодичний персонаж | Main           | Main            | Main           | Main           | Main           |
| Синдбад            | Тренер Волтер Оукс           | Recurring            | Main           | Main            | Main           | Не з'являється | Не з'являється |
| Шарнел Браун       | Кімберлі Різ                 | Не з'являється       | Main           | Main            | Main           | Main           | Main           |
| Кри Літо           | Вініфред «Фредді» Брукс      | Не з'являється       | Main           | Main            | Main           | Main           | Main           |
| Глінн Турман       | Полковник Бредфорд Тейлор    | Не з'являється       | Main           | Main            | Main           | Main           | Main           |
| Лу Майерс          | Вернон Гейнс                 | Не з'являється       | Main           | Main            | Main           | Main           | Main           |
| Аджай Сандерс      | Джина Дево                   | Не з'являється       | Не з'являється | Не з'являється  | Recurring      | Recurring      | Main           |
| Джада Пінкетт Сміт | Лена Джеймс                  | Не з'являється       | Не з'являється | Не з'являється  | Не з'являється | Recurring      | Main           |
| Карен Маліна Уайт  | Шармен Тайша Браун           | Не з'являється       | Не з'являється | Не з'являється  | Не з'являється | Guest          | Main           |